# Догадин, Сергей Андреевич
Сергей Андреевич Догадин (род. 3 сентября 1988, Ленинград) — российский скрипач.
Сын альтиста и скрипачки. Окончил Санкт-Петербургскую консерваторию (2012), где учился у Владимира Овчарека и своего отца Андрея Догадина, затем продолжил образование в Международной музыкальной академии имени Иегуди Менухина в Швейцарии (у Максима Венгерова), в Кёльнской Высшей школе музыки (у Михаэлы Мартин) и Университете искусств Граца и Венском университете музыки (у Бориса Кушнира). В 2011 году разделил вторую премию на Международном конкурсе имени П. И. Чайковского (первая премия не присуждалась), в 2019 году выиграл его. В промежутке стал также победителем Международного конкурса скрипачей имени Йозефа Иоахима (2015, Ганновер) и Сингапурского международного конкурса (2018).
С детских лет сотрудничал с эстонским дирижёром Ану Тали, в одиннадцатилетнем возрасте исполнил в Таллине скрипичный концерт Феликса Мендельсона. В 2002 году дебютировал с Симфоническим оркестром Санкт-Петербургской филармонии под управлением Василия Петренко. В 2003 году записал скрипичный концерт Александра Глазунова с Ольстерским оркестром. В 2009 году выпустил первый сольный альбом с Первой сонатой Сергея Прокофьева, мелкими пьесами Петра Чайковского и Сергея Рахманинова и Кармен-фантазией на темы Бизе Александра Розенблата. В 2018 году записал Первый концерт Дмитрия Шостаковича с Государственным симфоническим оркестром Республики Татарстан и альбом камерных сочинений Шостаковича.